# 南台镇
南台镇，是中华人民共和国辽宁省鞍山市海城市下辖的一个乡镇级行政单位。

## 行政区划
南台镇下辖以下地区：
新昌社区、南台站社区、树林子社区、李梧屯村、二道河村、土河铺村、后五道村、王二官村、茨沟村、老爷庙村、烟台岗村、后柳河村、后驼龙村、前驼龙村、张胡台村和前柳河村。